# Ceylan Arısan
Ceylan Arısan est une joueuse de volley-ball turque née le 1er janvier 1994 à İzmir. Elle mesure 1,93 m et joue au poste de centrale. 

## Clubs
| Club                        | De        | À         |
| --------------------------- | --------- | --------- |
| Karşıyaka İzmir             |           | 2007-2008 |
| Eczacıbaşı İstanbul         | 2008-2009 | 2012-2013 |
| Sarıyer Belediyesi          | 2013-2014 | 2013-2014 |
| Eczacıbaşı İstanbul         | 2014-2015 | 2015-2016 |
| Beşiktaş İstanbul           | fév 2016  | mai 2016  |
| Eczacıbaşı İstanbul         | 2016-2017 | 2016-2017 |
| Beşiktaş İstanbul           | 2017-2018 | 2017-2018 |
| Beylikdüzü Voleybol İhtisas | 2018-2019 | 2018-2019 |
| THY Spor Kulübü             | 2019-2020 | 2019-2020 |
| Çan Gençlik KSAK            | 2020-2021 | …         |

## Palmarès

### Équipe nationale
- Championnat d'Europe des moins de 18 ans
  - Vainqueur : 2011.
- Championnat du monde des moins de 18 ans
  - Vainqueur : 2011[2]
- Championnat d'Europe des moins de 20 ans
  - Vainqueur : 2012.
- Ligue européenne
  - Vainqueur : 2014[3]
- Championnat du monde des moins de 23 ans
  - Finaliste : 2015.

### Clubs
- Coupe de Turquie
  - Finaliste : 2013.
- Supercoupe de Turquie
  - Vainqueur: 2012.
- Championnat de Turquie
  - Finaliste : 2013.
- Ligue des champions
  - Vainqueur: 2015.
- Championnat du monde des clubs
  - Vainqueur : 2015, 2016.